# 実質経済成長率
実質経済成長率（じっしつけいざいせいちょうりつ,  Growth Rates of real GDP）とは、国内総生産の実質値に基づいた経済成長率のこと。実質成長率とも呼ばれる。名目経済成長率の対義語。
実質GDPは名目GDPと下記のような関係をもつ。
名目GDP＝実質GDP × GDPデフレーター(物価)
上式より、名目GDPをGDPデフレーターで除したものが実質GDPとなる。実質経済成長率とは、この実質GDPの変化率のことをいう。

## GDPデフレータとの関係
名目GDP一定の場合、GDPデフレーターが下落すると実質GDPは上昇するという関係にあることがわかる。
たとえば、原油価格などが高騰して輸入デフレーター（輸入物価）が上昇したとする。このとき、他の条件が同じであれば、実質GDP（あるいは実質成長率）は上昇する。
これは、輸入デフレーター（GDPデフレーターの控除項目）が上昇するとGDPデフレーターが下落するという関係にあることによる。

## 名目経済成長率との比較
マネーサプライと密接な関係にある名目成長率に対し、実質成長率はむしろ労働、資本、生産性などによって左右されるという違いがある。

### メリット
- 物価変動の影響が取り除かれているため、実際に感じる成長率に近く、また時系列による変化を比較しやすい。

### デメリット
- 物価変動とあわせて算出する必要があり、計算が面倒である。また名目経済成長率のほうが実感に近いといわれる場合もある。